# A Dream Like A Dream
A Dream Like A Dream (кит. упр. 如夢之夢, пиньинь rú mèng zhī mèng, палл. жу мэн чжи мэн) — написанная в начале 21 века китайская театральная пьеса режиссёра Лай Шэнчуаня.

## История создания
Пьеса была написана под вдохновением Лай Шэнчуаня во время поездки в Индию и объединила его многолетний опыт путешествий, размышления и изучение тибетского буддизма. После завершения плана сюжета, Лай Шэнчуань, вернувшись из Индии в Тайбэй в 1999 году, режиссёр сначала отобрал актёров из Национальной Тайваньской академии искусств (сейчас Тайбэйский университет искусств), а затем в середине января 2000 года были проведены интенсивные импровизационные репетиции. В февраля того же года, вернувшись на Тайвань после месячного пребывания в США, Лай Шэнчунь продолжил работать, и уже спустя четыре месяца, в мае 2000 года в Тайбэйском университете искусств состоялась премьера A Dream Like A Dream. Во время работы над пьесой Лай Шэнчуань расспрашивал о деталях Согьяла Ринпоче, автора «Тибетской книги жизни и смерти», и Мэтью Ли Джиаде, автора «Монаха и философа», посетившего Тайвань.
В 2002 году пьеса была исполнена Гонконгской репертуарной труппой в Гонконском театре культурного центра.
В 2005 году ради постановки спектакля A Dream Like A Dream в Тайбэйском Национальном театре были перестроены зрительный зал и сцена театра. Это можно назвать самым большим «экстраординарным решением» с момента открытия театра. Сцена походит на «кольцо» и окружена трёхуровневыми постройками, а публика сидит в центре, благодаря чему зрители могут почувствовать себя частью истории.
В 2012 году Лай Шэнчуань объявил, что в 2013 году начнётся азиатско-тихоокеанский тур A Dream Like A Dream.
В 2021 году было объявлено, что в том же году пройдут спектакли в Циндао, Чэнду, Чанше, Шэньчжэне, Ханчжоу, Сямыне, Чжэнчжоу, Пекине, а также в Ухане, где и пройдёт первое представление, чтобы отдать уважение городу в связи с борьбой с коронавирусом.
В постановке A Dream Like A Dream в различное время принимали участие такие актёры, как Ван Минцюань, Гао Вэньхань, Пан Канлян, Пэн Синьин, Цинь Кефан, Чэнь Сюли, Го Цзыюнь, Пан Биюн, Чжоу Чжихуэй, Синь Вэйцян, Хуан Чжэси, Хун Инси, Сюй Цин, Ши Кэ, Ху Гэ, Ли Юйчунь, Тань Чжо, Сунь Цян, Сяо Чжань и многие другие.

## Сюжет
История A Dream Like A Dream начинается на 269 странице «Тибетской книги жизни и смерти». Студент, только что окончивший медицинский институт, в первый же день пошел работать в большую больницу. В результате в тот день умерли пять пациентов из палаты. Когда медицинские навыки оказались неэффективными, доктор запаниковал и обнаружил, что годы обучения в школе не научили, как помочь этим умирающим пациентам. Доктор мог только стоять на одной стороне, будучи беспомощным свидетелем, пока пациенты умирали один за другим в страхе и панике, без какого-либо просветления или утешения. Доктор тратит много сил, чтобы побудить умирающего «Пациента № 5» рассказать свою историю. Вокруг его рассказа и крутится история.

## Оценка СМИ
• China Daily оценила пьесу как «важную веху в китайской драматургии, возможно, величайшее произведение с древних времен».
• China News Weekly: «Самая необычная особенность A Dream Like A Dream заключается в том, что она полностью подрывает традиционную схему „наблюдения за огнем с другой стороны“… Все его идеи не шлифуются шаг за шагом, а проявляются сразу».
•Beiing China Times: «В его драме все тонко меняется, все имеет глубокие и сложные множественные значения. Языку драмы Лая Шэнчуаня невозможно подражать».
•South China Morning Post: «A Dream Like A Dream установила исторический рекорд театра Гонконга не только из-за её длины, но также из-за её видения и художественных достижений».
- Beijing Evening News:"A Dream Like A Dream потрясла Гонконг"[11].